# Ellen Fitz Pendleton
Ellen Fitz Pendleton (7 août 1864 - 26 juillet 1936) est une professeure américaine. Elle a été présidente du Wellesley College pendant 25 ans et l'a notamment agrandi financièrement et physiquement.

## Biographie
Ellen Pendleton est née à Westerly (Rhode Island) le 7 août 1864. Elle était la plus jeune des neuf enfants d'Enoch Burrows Pendleton et Mary Ette (Chapman) Pendleton  et une descendante de Brian Pendleton qui fut le premier de sa lignée à immigrer en Amérique d'Angleterre en 1632 et qui s'est installé à Watertown (Massachusetts).
Ellen Pendleton a fréquenté le Wellesley College et a obtenu son Bachelor of Arts en 1886. Elle y est ensuite devenue tutrice en 1886 puis enseignante de mathématiques à plein temps en 1888. Elle a suivi des cours de troisième cycle au Newham College (en) en Angleterre en 1889–1890 et a obtenu un diplôme de Master of Arts du Wellesley College en 1891.
En 1897, elle est devient University Secretary du Wellesley College, occupant ce poste jusqu'en 1901, date à laquelle elle est devenue professeur de mathématiques et responsable du College Hall. En 1902, elle est devenue doyenne du collège. Elle a été présidente par intérim en 1910 avant d'assumer la présidence en tant que sixième président du Wellesley College. Elle a pris ses fonctions le 19 octobre 1911 étant la première femme diplômée à être élue présidente.
Ellen Pendleton a amorcé une importante restructuration des terrains de l'établissement universitaire. College Hall a été détruit par un incendie en mars 1914. Ce bâtiment abritait des salles de classe, des bureaux, des dortoirs et la bibliothèque. Ellen Pendleton a construit des logements temporaires pour les élèves en trois semaines pour tenir les cours. Au cours des dix années suivantes, une campagne de 3 millions de dollars qu'elle a promue a abouti à la construction de plusieurs nouveaux bâtiments. Avant de prendre sa retraite, elle a inauguré de nombreux nouveaux bâtiments sur le terrain du collège et créé une dotation de 10 millions de dollars pendant sa présidence ; elle a été présidente du Wellesley College pendant 25 ans.
Ellen Pendleton était un partisan de la liberté académique. Elle a institué un programme de spécialisation au cours de sa présidence et a rejeté l'introduction de cours professionnels et spécialisés. Elle a soutenu « une large éducation libérale, une étude indépendante et la liberté de laisser les étudiants choisir des cours ». Elle a soutenu la liberté académique des pacifistes pendant la Première Guerre mondiale. Elle s'est opposée au serment des enseignants du Massachusetts de 1935 exigeant un serment de fidélité. Emily Greene Balch, enseignante d'économie à Wellesley depuis 1896, pacifiste et opposante à l'entrée en guerre des États-Unis, future lauréate du prix Nobel de la paix en 1946, avait envoyé une lettre au président du Wellesley College en 1918 disant : we should follow the ways of Jesus et que l'économie américaine was far from being in harmony with the principles of Jesus which we profess.. L'administration de Wellesley College a mis fin à son contrat en 1919. Pendleton s'est fermement opposée à son licenciement pour avoir soutenu la liberté académique.
Ellen Pendleton était membre du jury d'examen du Wellesley College et a aidé à libéraliser la structure des examens. Elle a été la première femme à siéger à un jury pour décerner le American Peace Award (en), prix créé par Edward Bok (en) en 1923. En tant que membre de la Naples Table Association for Promoting Scientific Research by Women, elle a soutenu la recherche scientifique des femmes. Elle a reçu le diplôme honorifique de Doctor of Letters de Brown University en 1911 et celui de Doctor of Laws degree de Mount Holyoke College en 1912 .
Ellen Pendleton a manifesté son intention de prendre sa retraite du Wellesley College en février 1935. Elle a finalement pris sa retraite en juin 1936,. Elle est décédée le 26 juillet à Newton (Massachusetts) d'un accident vasculaire cérébral,,.